# Crushead
Crushead war eine fünfköpfige, christliche Crossover-Band, die 1999 in Dettingen an der Erms gegründet wurde.

## Geschichte
Crushead spielte einen Mix aus Crossover und Hard Rock. Die Gruppe nannte ihren Stil „Crunch 'n' Roll“.
Nachdem die Band zwischen 2000 und 2002 mit großen musikalischen Acts wie Disciple, Snubnose und Saviour Machine erste Bühnen- und Konzerterfahrungen vor großem Publikum gesammelt hatte, wurde sie in den darauf folgenden Jahren durch Festivals wie die Ennepetaler Christmas Rock Night (CRN) sowie die Owener Rocknacht in der deutschsprachigen christlichen Musikszene bekannter. Crushead verbindet mit ihrer Musik die Botschaft einer persönlichen Beziehung zu Jesus Christus.
Da der Schlagzeuger David Löffler ein Jahr in Mali verbrachte, sprang Markus Kern (Capewalk) ein und spielte bei allen Songs des Albums Space Between, außer bei Yes. Wenn Matthias Ebinger bzw. Martin Scherrmann an der Gitarre verhindert waren, kamen Tobias Lampert oder Hannes Butzer zum Einsatz.
Im März 2008 nahm Crushead wie bereits 2005 an einer weiteren Meet-Ya Tour teil. Crushead waren neun Tage mit den Bands D:Projekt und Verra Cruz, der deutschen Popsängerin KAT und Andreas Boppart auf Tour. Im selben Jahr veröffentlichte die Band eine „10 Jahre Crushead-DVD“, die bei Rock in the Ruins in der Ruine Forchtenberg gefilmt wurde.
Am 6. September 2008 gab Crushead sein Abschiedskonzert auf dem Jump-Rock-Festival in Metzingen.
Im Jahr 2012 traten Crushead erstmals wieder auf dem Jumprock-Festival in Metzingen auf. 2014 gastierten Crushead beim 20-jährigen Jubiläum des Balinger Rockfestivals.

## Diskografie
- 1999: Tool (EP)
- 2001: Explicit Content
- 2004: Can You Handle This?
- 2006: Space Beetween
- 2007: White Suit – The Unplugged Show (Live-Album)
- 2009: Live and Kickin (DVD)